# Fassett (Quebec)
Fassett es un municipio canadiense situado en la provincia de Quebec.

## Superficie
Fassett tiene una superficie de 12,52 km².

## Demografía
En 2021, tenía 453 habitantes, una densidad poblacional de 36,2 hab./km², y 280 viviendas.